# 저구항

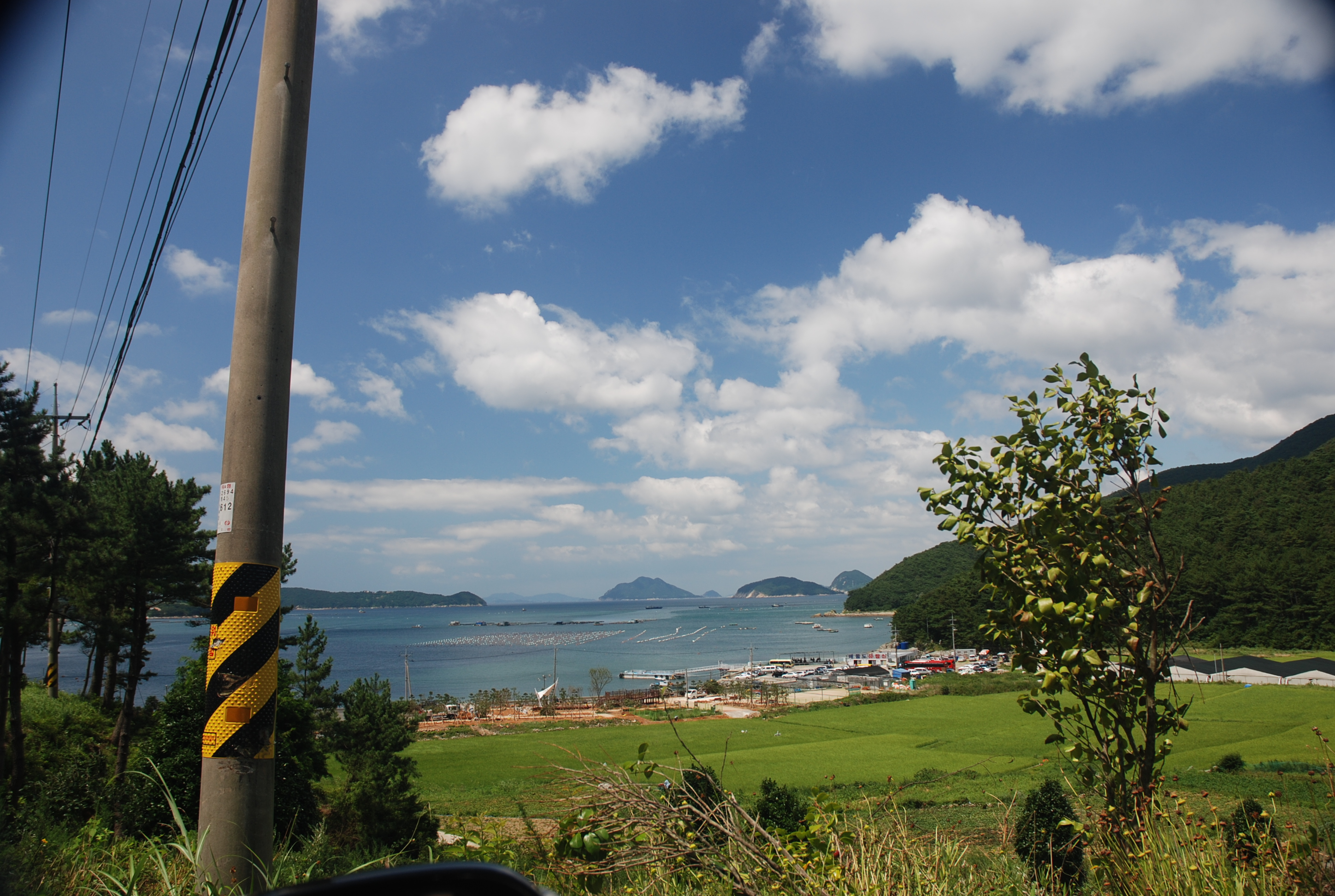
거제 저구항

저구항은 경상남도 거제시 남부면 저구리에 있는 어항이다. 2003년 2월 3일 어촌정주어항으로 지정하여 관리하고 있다. 시설관리자는 거제시장이다.

## 어항 연혁
- 본래 저구말방(猪仇말坊)으로 왜구(倭寇) 또는 어선(漁船)들이 풍랑을 피하여 드나들던 포구(浦口)로 도토구지, 도토지라 하였는데 1958年 4月 1日 동부면(東部面) 저구지소(猪仇支所), 이듬해 출장소(出張所)로 승격하고 1968年 8月 1日 남부면(南部面) 승격을 신청하여 1983年 2月 15日 남부면(南部面)이 설치되었는데 저구리(猪仇里)로 남부면(南部面) 남포리(南浦里)로 개명(改名) 신청하였으나 법정리(法定里)의 변경이 불가하다하니 행정리(行政里) 갈곶(乫串)을 해금강(海金剛) 마을로 변경하였음으로 남포(南浦)마을로 갈망하고 있다.

## 어항 구역
- 수역: 392,000m2(거제시 남부면 저구리 216-8번지 수역)
- 육역: 6,780m2

## 어항 시설
- 물양장, 방파제

## 주요 어종
- 미역, 감성돔, 열기 등